# 尾口第一ダム
尾口第一ダム（おぐちだいいちダム）は、石川県白山市、一級河川・手取川水系尾添川に建設されたダム。高さ28.4メートルの重力式コンクリートダムで、北陸電力の発電用ダムである。同社の水力発電所・尾口発電所に送水し、最大1万7,600キロワットの電力を発生する。

## 歴史
1919年（大正8年）、大同電力社長・福澤桃介を中心として設立された白山水力は、手取川水系において1926年（大正15年）に吉野谷発電所を、その下流に鳥越発電所を1928年（昭和3年）に完成させたのち、1933年（昭和8年）2月、同じく福澤桃介が興した矢作水力へと合併した。矢作水力は白山水力が有していた手取川水系の発電所を継承し、それらのさらに上流に尾口発電所の建設を計画した。建屋を構えるのは、手取川の支流・尾添川と、さらにその支流・目附谷川（めっこだにがわ）が合流する地点である。尾添川と目附谷川、それぞれの川から水を取り入れ、それぞれ異なる水路によって発電所建屋まで送水し、それぞれ異なる水車発電機によって発電するというものである。
尾添川上流において、発電用の水を取り入れるためのダムとして設計されたのが尾口第一ダムである。その建設工事は1936年（昭和11年）に着工し、1938年（昭和13年）に完成した。尾口第一ダムを起点とする第一水路は、水路の途中に調整池を設けることで、任意での出力調整を可能としている。落差は159.2メートルで、発電用水車としてフランシス水車を採用した2台の水車発電機が設置された。一方、目附谷川より取水する第二水路は取水量が少なく、水車発電機は1台限りとなったが、落差は278.2メートルと大きいため、これに対応するべくペルトン水車を発電用水車に採用した。
建設工事は第一水路が先んじて完了し、1938年12月より第一水路からの送水のみで尾口発電所が運転を開始。1940年（昭和15年）1月には第二水路の工事も完了し、当初予定していた1万7,200キロワットの出力を達成した。その後、1939年（昭和14年）に日本発送電が発足。尾口発電所は1942年（昭和17年）に出資されたが、戦後は日本発送電が分割・民営化され、最終的には北陸電力が継承した。2004年（平成16年）、北陸電力は尾口発電所の出力を400キロワット増強し、1万7,600キロワットとした。

## 周辺
白山も属する両白山地を隔てて石川県と岐阜県とを結ぶ白山白川郷ホワイトロード沿いに尾口第一ダムがある。白山白川郷ホワイトロードは有料道路であるが、石川県側から訪れる場合は尾口第一ダムが料金所の手前にあるということで、通行料金を支払う必要はない。ダム天端は乗用車1台分程度の幅があり、人も歩いて渡れるようになっているが、危険であるから立ち入らないようにとの看板が立てられている。なお、ダムのすぐ上流に見える建物は、北陸電力が1961年（昭和36年）に完成させた三ツ又第一発電所（1万3,000キロワット）である。白山白川郷ホワイトロード対岸の崖上を走る国道360号からは、はるか谷底に尾添川とスーパー林道、そして尾口第一ダムを望むことができる。
尾口第一ダムの下流、白山一里野温泉スキー場ゲレンデのふもとには尾口発電所の調整池がある。尾口第一ダムで取り入れた水を一時的に貯える設備である。調整池から山道を進むと尾口発電所直上の水槽に至り、さらにその先には目附谷川の取水口がある。なお、北陸電力は1984年（昭和59年）、これよりさらに上流より取水し、丸石谷川の水と合わせて発電する尾添発電所（3万400キロワット）を完成させている。尾添発電所で発電に使用した水は、トンネルを通じて手取川ダムへと送水されている。
尾口発電所の下流には吉野谷ダムがある。かつては2門のローリングゲートが設置されていたが、現在は撤去されてしまい、当時の面影は薄い。尾口第一ダムも現在は4門のラジアルゲートを有しているが、厳しい自然環境にさらされ続けてきたことから老朽化が進行しており、将来は吉野谷ダムと同様にゲートレスダム化することが計画されている。

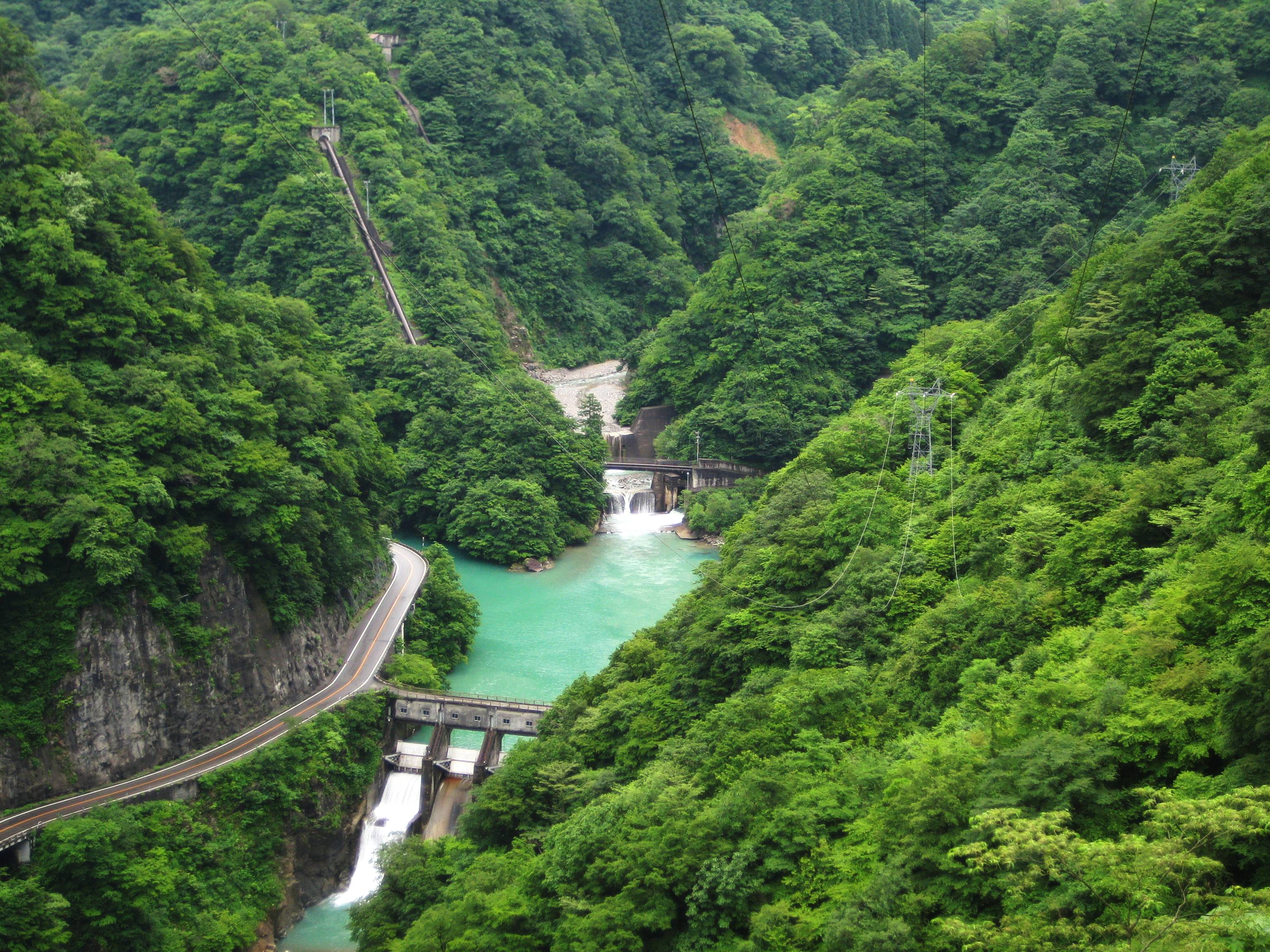
国道360号より尾口第一ダムを見下ろす
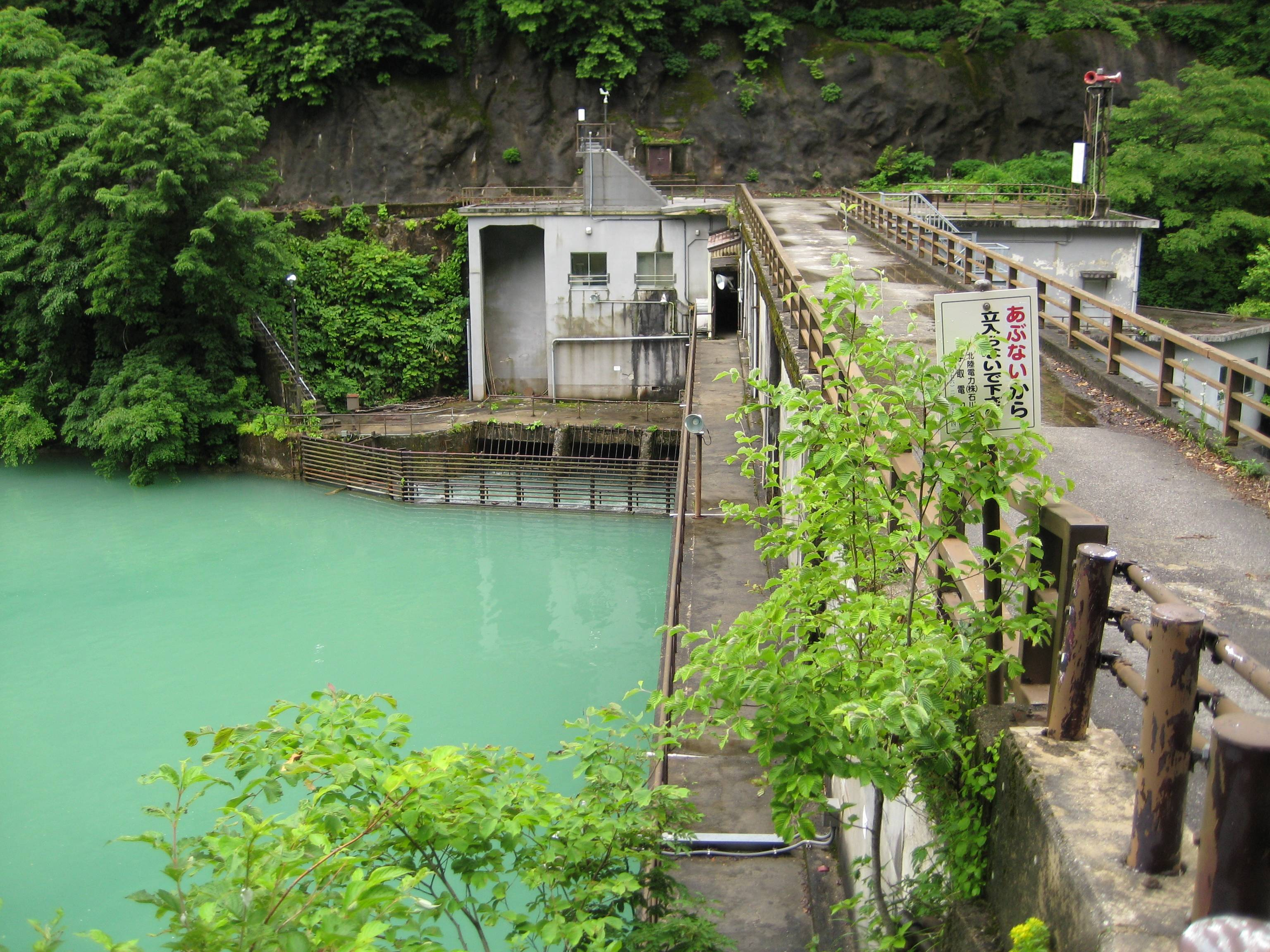
尾口第一ダム湖
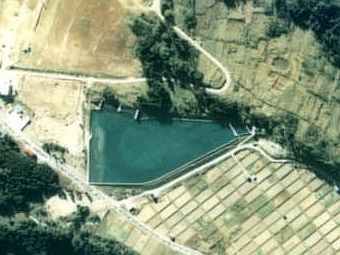
尾口発電所調整池
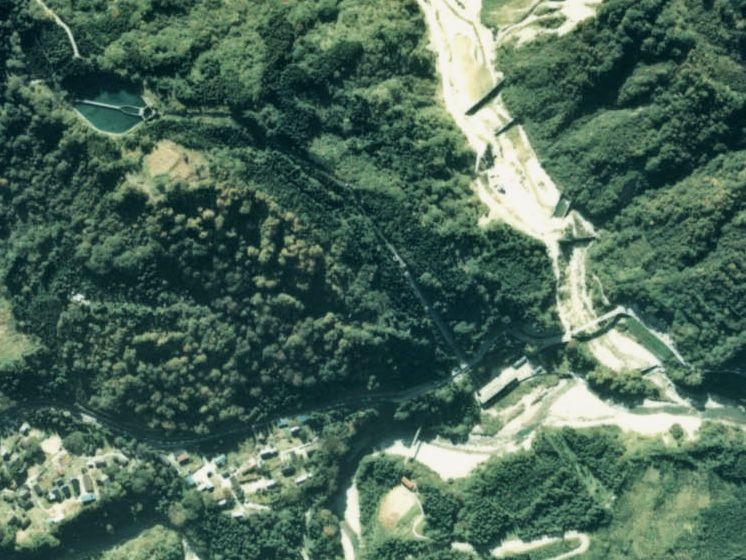
尾口発電所
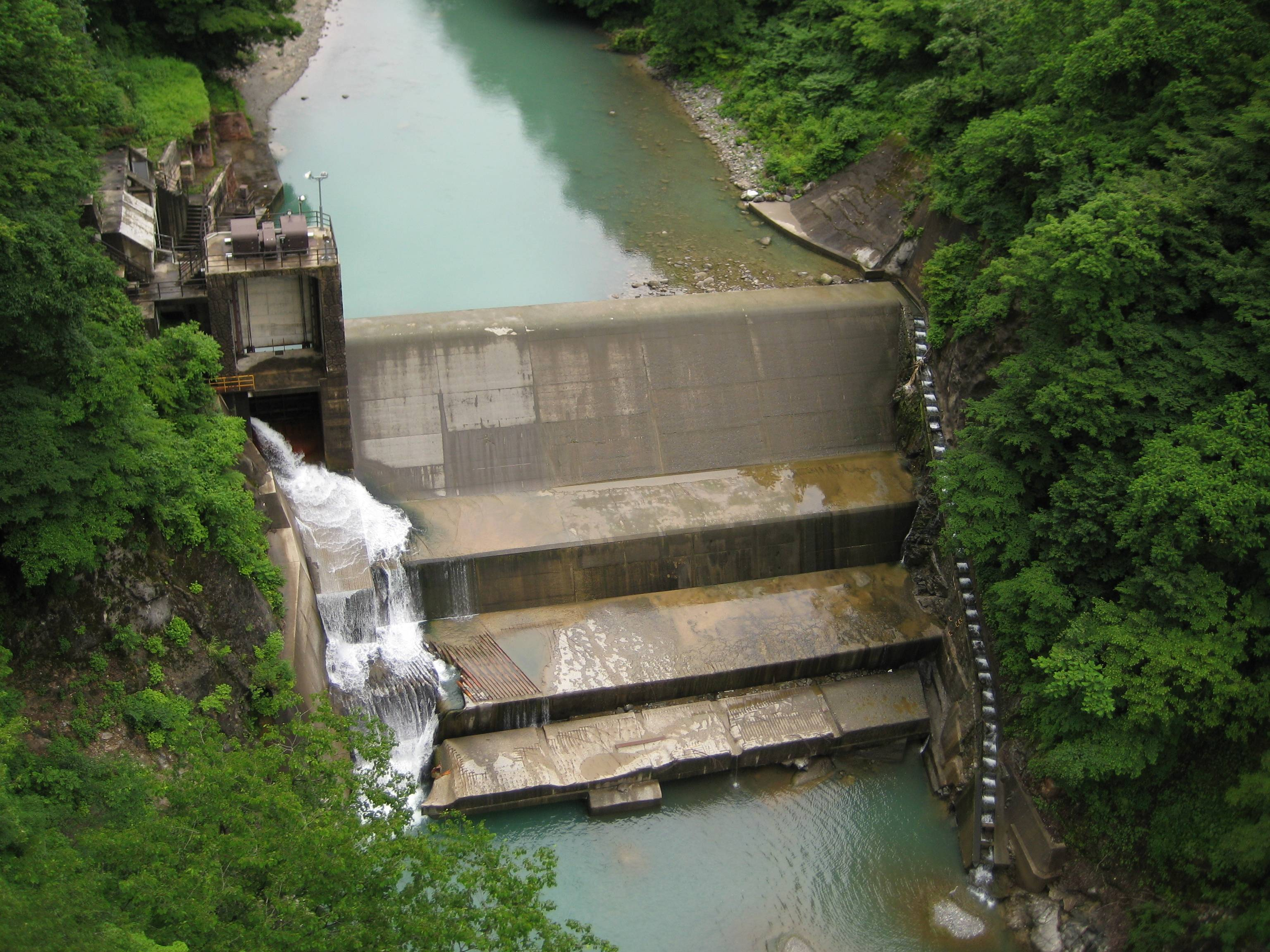
ゲートレスダム化した吉野谷ダム